# Ostojkovice
Ostojkovice (dříve Ostejkovice či Vostejkovice, německy Wostoikowitz, Wosteikowitz) jsou vesnice, část obce Budíškovice v okrese Jindřichův Hradec v Jihočeském kraji. Nachází se asi pět kilometrů jižně od Budíškovic. Je zde evidováno 58 adres. Žije zde 150 obyvatel.
Ostojkovice jsou také název katastrálního území o rozloze 7,03 km². Od zbytku území Budíškovic je odděleno územím obce Třebětice. Na jihovýchodě hraničí s Krajem Vysočina.

## Název
Na vesnici bylo přeneseno původní pojmenování jejích obyvatel Ostojkovici, jehož základem bylo osobní jméno Ostojek či Ostojka (odvozeno bylo od slovesa ostáti - "vydržet, zvítězit") a které znamenalo "Ostojkovi lidé". Jméno vsi bylo často psáno i nářečně jako Vostojkovice, Vostejkovice apod.

## Historie
První písemná zmínka o vesnici pochází z roku 1327. Jako pustina (spustlá ves) byly později znovu založeny (Vostejkovice) a dostaly se do majetku města Jemnice. K obci Ostojkovice patří také osada Vlažinka, založena v 15. století (ovčírna hraběte z Vlašimi). K obci patří hájovna Vlažinka postavená v roce 1909, u silnice z Jemnice do Starého Hobzí byla postavena v roce 1922 vila. Škola stávala v místě kapličky. Do roku 1849 patřily Ostojkovice pod panství Jemnice.

## Obyvatelstvo
| Rok            | 1869 | 1880 | 1890 | 1900 | 1910 | 1921 | 1930 | 1950 | 1961 | 1970 | 1980 | 1991 | 2001 | 2011 | 2021 |
| -------------- | ---- | ---- | ---- | ---- | ---- | ---- | ---- | ---- | ---- | ---- | ---- | ---- | ---- | ---- | ---- |
| Počet obyvatel | 311  | 316  | 283  | 316  | 301  | 294  | 307  | 230  | 229  | 206  | 199  | 172  | 170  | 149  | 150  |
| Počet domů     | 51   | 51   | 52   | 54   | 55   | 55   | 60   | 59   | 49   | 47   | 46   | 53   | 54   | 55   | 55   |

## Obecní správa
Při sčítání lidu v letech 1850–1976 Ostojkovice byly samostatnou obcí, se kterým patřily nejprve do okresu Dačice, ale v letech 1900–1930 v okrese Moravské Budějovice, posléze v roce 1950 opět v okrese Dačice a od roku 1960 v okrese Jindřichův Hradec. Od 30. dubna 1976 do 31. prosince 1979 byly částí obce Třebětice v okrese Jindřichův Hradec. Od 1. ledna 1980 jsou částí obce Budíškovice v okrese Jindřichův Hradec. Poté se Třebětice opět osamostatnily, ale Ostojkovice již zůstaly součástí Budíškovic.

## Pamětihodnosti
- Boží muka